# 名古屋電気鉄道500形電車
名古屋電気鉄道500形電車（なごやでんきてつどう500がたでんしゃ）は、現在の名古屋鉄道（名鉄）の前身事業者の一つである名古屋電気鉄道が、1912年（大正元年）に導入した木造4輪単車構造の電車である。
落成当初は特定の形式称号を持たず、168 - 205の記号番号が付されて168号形電車などと呼称されたが、1918年（大正7年）に500形の形式称号が付与され、車両番号（車番）も500番台に再編された。さらに名古屋電気鉄道から路線を継承して設立された旧・名古屋鉄道が社名を名岐鉄道と改称したのち、形式称号に電動車（デンドウシャ）の単車（シングルトラック）を表す「デシ」の記号が付され、以降デシ500形と呼称された。
デシ500形（以下「本形式」）は他社譲渡や老朽廃車によって1939年（昭和14年）に一旦全廃となったが、東美鉄道（後の広見線・八百津線）に譲渡された車両が戦時統合により再び名鉄に籍を置くこととなり、それらの出戻り車両は名鉄籍への編入に際してモ45形（初代）の形式称号が付与された。

## 沿革
従来名古屋市の市街中心部に「市内線」と通称される併用軌道路線を敷設し運営した名古屋電気鉄道が、「郡部線」と呼称される専用軌道の郊外路線を開業させた際に導入されたものが本形式である。一宮線（押切町 - 西印田間）と犬山線（岩倉 - 犬山間）の開業に際して、1912年（大正元年）8月に38両が一挙に新製された。前述の通り、当初は168 - 205の車番が付与され、特定の形式区分を持たなかった。1915年（大正4年）には清洲線の開業に際してデワ1形電動貨車の台枠および主要機器を流用して206 - 208の3両が増備された。
1918年（大正7年）に単車の車番を500番台、ボギー車の車番を1500番台と区分する方針が策定されていたことに従って、500形501 - 541に改番された。なお、1920年（大正9年）6月に発生した那古野車庫の火災により504・506・521・527・541の5両が被災焼失し、廃車となった。
本形式は小型車体の4輪単車ゆえに増加する輸送量への対応が困難であったことから早期に余剰をきたし、1924年（大正13年）に富岩鉄道に2両（モハ10形）、1928年（昭和3年）に東美鉄道に2両（デ1形）、1929年（昭和4年）に広瀬鉄道に1両（デハ5）、同年に旭川電気軌道に3両、1930年（昭和5年）に東美鉄道に追加1両（デ1形3）が譲渡された。また1931年（昭和6年）から1935年（昭和10年）にかけて511・526・529が電気機関車に改造され、デキ50形になっている。
名古屋鉄道に残存した本形式は1939年（昭和14年）までに一旦全廃となるが、1943年（昭和18年）に戦時統合により東美鉄道が名鉄に吸収合併されると、同社デ1形も名鉄籍に再び復帰することとなった。復籍したデ1、デ2はモ45形（初代）45, 46と改称・改番されたが、デ3は名鉄籍とならず、日本油脂武豊工場の専用鉄道に譲渡されている。
モ45, 46は1949年（昭和24年）に熊本電気鉄道に譲渡された。熊本電鉄ではモハ15・モハ16となったが、使用開始から間もない1949年（昭和24年）3月1日に荒尾市営電気鉄道が開業する際、同鉄道に譲渡された。荒尾市では15・16の番号のまま使用開始されたが、1951年（昭和26年）に電車2両が新規導入されたことにより運用を退き、1957年（昭和32年）頃に除籍となった。

## 車歴表

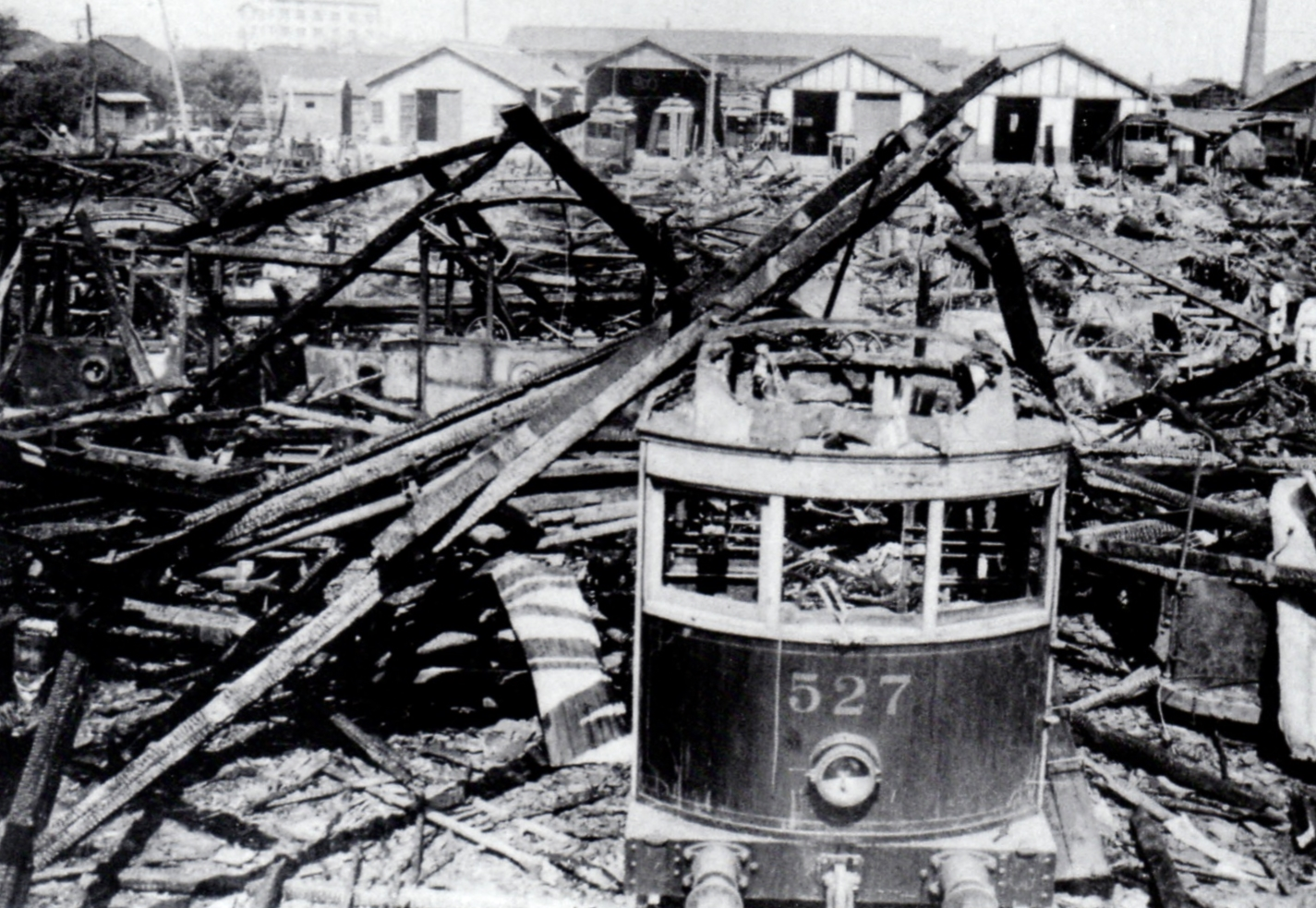
那古野工場火災で焼失した527号

- 出典：『名古屋鉄道車両史 上巻』pp.13-18、「知られざる名鉄電車史1 郊外線草創期の車両 - デシ500形とその仲間たち」pp.156-165

| 1918年改番 | 1918年改番 | 変遷 | 廃車※2        |
| 旧番号     | 新番号※1   | 変遷 | 廃車※2        |
| ---------- | ---------- | --- | ------------- |
| 168        | 501        | 1929年に旭川電気軌道へ譲渡。※3 | （1949年）    |
| 169        | 502        | 1929年に広瀬鉄道へ譲渡（デハ5）。 | （1955年）    |
| 170        | 503        | | 1938年        |
| 171        | 504        | 1920年の那古野工場火災で全焼。 | 1920年        |
| 172        | 505        | | 1938年        |
| 173        | 506        | 1920年の那古野工場火災で全焼。 | 1920年        |
| 174        | 507        | 1929年に旭川電気軌道へ譲渡。※3 | （1949年）    |
| 175        | 508        | 1929年に旭川電気軌道へ譲渡。※3 | （1949年）    |
| 176        | 509        | | 1938年        |
| 177        | 510        | 1931年に東美鉄道へ譲渡（デ1形3）。1943年に日本油脂（日本油脂専用鉄道）へ譲渡（デ1形1）。                                                                  | （1962年頃）  |
| 178        | 511        | 1931年または1935年にデキ50形に改造。※4 | 1960年        |
| 179        | 512        | | 1938年        |
| 180        | 513        | | 1938年        |
| 181        | 514        | | 1938年        |
| 182        | 515        | | 1938年        |
| 183        | 516        | 1925年事故、1926年除籍。 | 1926年        |
| 184        | 517        | | 1938年        |
| 185        | 518        | | 1938年        |
| 186        | 519        | | 1938年        |
| 187        | 520        | 1914年に電車焼き討ち事件で焼損、1915年新車体化。1927年に荷物合造車に改造（デシニ520）。                                                                   | 1939年        |
| 188        | 521        | 1920年の那古野工場火災で全焼。 | 1920年        |
| 189        | 522        | | 1939年        |
| 190        | 523        | | 1938年        |
| 191        | 524        | 1924年に富岩鉄道へ譲渡（モハ10形）。1943年に電装を外し廃車。 車体は銚子電気鉄道へ譲渡され、付随車として使用された後に再電装（モハ10形）。                 | （1950-52年） |
| 192        | 525        | | 1939年        |
| 193        | 526        | 1931年または1935年にデキ50形に改造。※4 | 1960年        |
| 194        | 527        | 1920年の那古野工場火災で全焼。 | 1920年        |
| 195        | 528        | 1924年に富岩鉄道へ譲渡（モハ10形）。1943年に電装を外し廃車。 車体は銚子電気鉄道へ譲渡され、付随車として使用された後に再電装（モハ10形）。                 | （1950-52年） |
| 196        | 529        | 1931年または1935年にデキ50形に改造。※4 | 1960年        |
| 197        | 530        | | 1938年        |
| 198        | 531        | | 1938年        |
| 199        | 532        | | 1938年        |
| 200        | 533        | | 1938年        |
| 201        | 534        | | 1938年        |
| 202        | 535        | 1929年に郵便合造車に改造（デユ11） | 1938年        |
| 203        | 536        | 1929年に郵便合造車に改造（デユ12） | 1938年        |
| 204        | 537        | 1928年に東美鉄道へ譲渡（デ1形1）。同社合併により1943年に復籍（モ45形45）。 1948年に熊本電気鉄道に譲渡（モハ15）。間もなく荒尾市営電気鉄道へ再譲渡（15）。 | （1957年）    |
| 205        | 538        | 1928年に東美鉄道へ譲渡（デ1形2）。同社合併により1943年に復籍（モ45形46）。 1948年に熊本電気鉄道に譲渡（モハ16）。間もなく荒尾市営電気鉄道へ再譲渡（16）。 | （1957年）    |
| トク1      | トク1      | 206号改造名義※5。貴賓車。1920年の那古野工場火災で全焼。                                                                                                   | 1920年        |
| トク2      | トク2      | 207号改造名義※5。貴賓車。1931年一般車格下げ（デシ551）。1940年に一度廃車。 1942年復籍（モ40形41）。1948年改番（モ85形85）。                               | 1960年※6      |
| 206※5      | 539        | 1915年追加増備（デワ1形から機器流用）。1926年に小手荷物合造車に改造（デシニ539）                                                                          | 1939年        |
| 207※5      | 540        | 1915年追加増備（デワ1形から機器流用）。1926年に小手荷物合造車に改造（デシニ540）                                                                          | 1938年        |
| 208        | 541        | 1915年追加増備（デワ1形から機器流用）。1920年の那古野工場火災で全焼。                                                                                     | 1920年        |

- ※1：改番当時の形式名は500形。1930年（昭和5年）頃よりデシ500形と呼称。
- ※2：（　）は譲渡先の廃車年。
- ※3：譲渡されず廃車され、機器をミ3散水車に流用した説もある。
- ※4：改造によりボギー台車に換装されたが、3両のうち2両（デキ52、デキ53）は後に元のラジアル台車に戻され、デキ30形（31・32）となる。
- ※5：竣工前に貴賓車に設計変更されたため、実際に206、207を名乗ったのは1915年追加増備車のみ。
- ※6：復籍後の廃車年。